# フェアリー ウルトラライト・ヘリコプター
フェアリー ウルトラライト・ヘリコプター
1957年のパリ航空ショーでトラックの荷台上に展示されるウルトラライト・ヘリコプターの4号機
- 用途：軽ヘリコプター
- 製造者：フェアリー・アビエーション
- 初飛行：1955年8月14日
- 生産数：6機

フェアリー ウルトラライト・ヘリコプター（Fairey Ultra-light Helicopter）は、フェアリー・アビエーション社で低コスト、簡単に運搬できるように設計されたイギリスの偵察、負傷兵搬送用の軍用小型ヘリコプターである。この計画は1950年代遅くの国防費削減のあおりを受けて破棄された。

## 開発
1953年に英国政府は偵察、負傷兵搬送、操縦訓練といった任務に適合した低コストの複座ヘルコプターを求めた。要求仕様では高温環境下での高速度、高上昇率を求めており、同時に標準の陸軍3トン積みトラックの荷台に載せて運搬できなければならなかった。フェアリー社の詳細な提案が4機分の契約を勝ち取り、同社は更に2機をプライベート・ベンチャーで製造することに決めた。
ガスタービンエンジンがヘリコプター設計者の注目を集め始めており、軸駆動により生み出されるトルクとそれに付き物の複雑で脆弱なトルク相殺のためのテールローターを回避するためにチップ駆動のローター付きの機体の生産にも興味が生まれていた。同時期にはシュド・ウエスト ジンのエンジンから高圧の空気を直接ブレード先端に吹き出す設計の物があったが、フェアリー社はブレード先端でこの空気を燃料と混合して燃焼させる駆動方式を開発した。この方式は既にフェアリー ジェット・ジャイロダインで試験済みのものであった。ウルトラライト・ヘリコプター用にフェアリー社はブラックバーン社でライセンス生産されるフランスのTurbomeca Palouste ターボジェットエンジンを採用し、40 psi (275 kPa)のチップジェットへ空気を供給するための大型の圧縮機を取り付けた。
ウルトラライト・ヘリコプターは、並列複座の座席背後の床の低い位置に半露出したエンジンを搭載した小型の機体となった。この機体は中央のローターパイロンとエンジン、水平尾翼、垂直尾翼、方向舵が取り付けられた箱型桁ブームを備える軽合金製の箱を基本にしていた。方向舵はブームの下側に配することでジエット噴流を受けてホバリング時でもヨー制御の助けとなるように図られた。降着装置は箱型構造材に簡単な1組のスキッドが取り付けられた。チップジェット駆動の搖動式2枚ブレードのローターはパイロンの先端に取り付けられていた。
この機体は1955年8月に初飛行を行い、その年の9月にファーンボローで開催されたイギリス航空機製造協会（SBAC）のショーに展示された。軍用の最初の4機が製造されたが、国防費削減により1956年半ばにはウルトラライト・ヘリコプターには当局からの援助が受けられなくなり、フェアリー社は独自の資金で開発を続けなければならなくなった。試作初号機に幾つかの改良が加えられ、当初はブームの先端には1枚だけの方向舵が取り付けられていたが、両端に安定板の付いた水平尾翼が追加された。目立たない変更点はサイクリックピッチ制御に油圧補助が追加されたことであった。試作2号機は負傷兵用の担架が搭載できるようにキャビンに変更が加えられた。2機のウルトラライト・ヘリコプターは、コンパクトさの優先度が高くない状況での性能向上のために直径の多少大きな（28 ft/8.6 mより大きい32 ft/9.75 m）ローターを備えていた。航空ショー、核戦争を想定した演習では数多くのデモを実施して有用性を披露し、1958年には民間の耐空証明を取得した。
1956年12月に15型フリゲート「グレンヴィル」を改装して行われた艦載運用試験では良好な成績が得られたことから、イギリス海軍はウルトラライト3機の調達を検討した。しかし海軍航空戦担当官（DNAW）は本機のような小型機では北大西洋での作戦は困難と考えており、カナダ海軍がリバー級フリゲート「プレストニアン」で更に大型のシコルスキー S-55の運用に成功したことにも触発されて、最終的に、一回り大きなサンダース・ロー P.531（後のワスプ HAS.1）を中距離魚雷投射ヘリコプター（MATCH）として採用することになり、本機の発注はなされなかった。国外から、特にアメリカ合衆国とカナダからも興味が示されたが発注は無く、1959年に計画が破棄されるまでに僅か6機が製作されただけであった。

## 要目
出典: Taylor 1974, p. 404
諸元
- 乗員: 2
- 全長: 4.57 m （15 ft 0 in）
- 全高: 2.49 m （8 ft 2 in）
- ローター直径:
- 空虚重量: 435 kg （959 lb）
- 運用時重量: 817 kg （1,800）

性能
- 巡航速度: 153 km/h  95 mph
- 航続距離: 290 km  180 miles（高温環境）
- 実用上昇限度: 1,463 m （4,800 ft（地面効果無し））
- 上昇率: 4.83 m/s （950 ft/min）
- 最大航続時間:2.5時間（高温環境）